# Neosuris castanea
Neosuris castanea är en insektsart som först beskrevs av Barber 1911.  Neosuris castanea ingår i släktet Neosuris och familjen Rhyparochromidae. Inga underarter finns listade i Catalogue of Life.